# Singebewegung

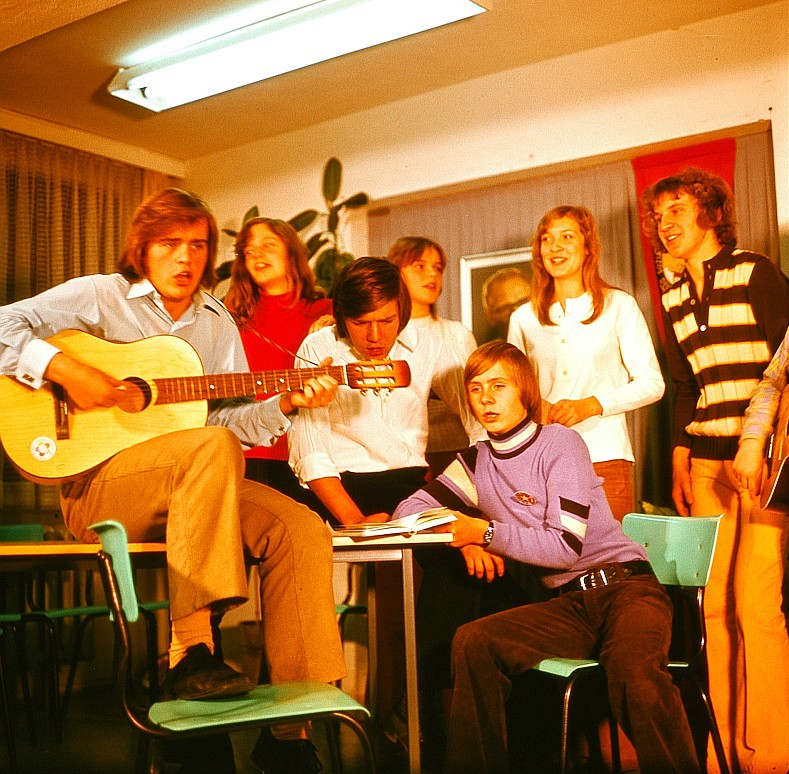
Singegruppe im VEB Verkehrs- und Tiefbaukombinat Dresden, 1975

Singebewegung bezeichnet eine politisch-musikalische Ausdrucksform, die sich in der Deutschen Demokratischen Republik ab 1960 teils selbst entwickelte und teils als Kampagne ins Leben gerufen wurde. 1966 fasste der Zentralrat der FDJ einen „Beschluss zur Entwicklung der Singebewegung“, in dem er eine strikte pro-sozialistische Ausrichtung forderte.

## Beginn, Hintergrund und Entwicklung

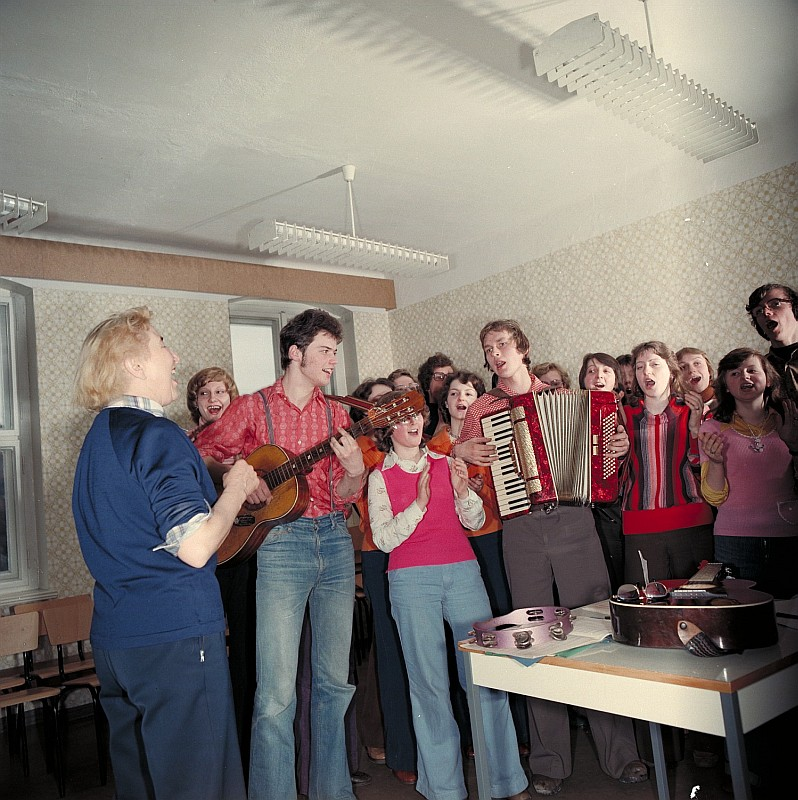
Betriebs-Singegruppe in Lauchhammer, 1978

In den frühen 1960er-Jahren entstand – wie in den westlichen Staaten ausgehend von der Folkbewegung in den USA – in der DDR ein bald als „Singebewegung“ bezeichneter Versuch junger Menschen, gemeinsam zu singen und eigene Lieder in die Öffentlichkeit zu bringen. Die Vortragsform sollte sich von Unterhaltung und Schlager absetzen. Zu den Liedern und Protestsongs gehörten als zeitgemäße Ausdrucksform neben der Folkmusik und dem Chanson auch Blues und Beat. Der erste Zusammenschluss dieser Art war der Hootenanny-Klub in Ost-Berlin. 
Mentor der Bewegung war am Anfang vor allem der in der DDR lebende und aus Kanada stammende Perry Friedman. Obgleich auch Kommunist, wurde er in Folge des 11. Plenum des ZK der SED ab 1966 von Vertretern der FDJ in den Hintergrund gedrängt und die amerikanische Hootenanny-Idee mit ihrer Vorliebe für die englische Sprache als unsozialistisch diskreditiert. In diesem Zusammenhang wurde der Hootenanny-Klub in Oktoberklub umbenannt. Ebenso war der Gedanke, dass jeder öffentlich vortragen konnte, was er gerade geschrieben oder komponiert hatte, nicht lange haltbar. Systemnahe Funktionäre wie Hartmut König oder Gisela Steineckert bestimmten bald den Charakter der Singebewegung.
Der Zentralrat der FDJ führte jährliche Werkstattwochen für ausgewählte Singeklubs durch: 1967 in Halle, 1968 in Karl-Marx-Stadt, 1969 in Berlin, 1970 in Brandenburg (Havel), 1971 in Berlin und 1972 in Neubrandenburg. Der Einfluss der staatlich gesteuerten „Singebewegung“ erreichte 1973 einen Höhepunkt während der Vorbereitung der X. Weltfestspiele der Jugend und Studenten in Berlin.
Viele bekannte Künstler der Folk-, Soul-, Schlager- und Rockmusik der DDR hatten ihre Wurzeln in der „Singebewegung“. Einige von ihnen wie Bettina Wegner (Gründungsmitglied des Hootenanny-Klubs; später aus der DDR zwangsweise ausgebürgert), Kurt Demmler (u. a. Liedtexter der später verbotenen Gruppe Renft), Reinhold Andert oder Barbara Thalheim brachten mit späteren Texten eine Distanz zur „offiziellen Linie“. Es gab weiter Gastauftritte von Reiner Schöne, Lin Jaldati, Dorit Gäbler und vielen anderen.
In den 1980er Jahren entstanden in der Singebewegung viele Lieder, die sich für den Frieden und gegen die nach dem NATO-Doppelbeschluss atomare Hochrüstung der NATO einsetzten.

## Wirkung
Der FDJ gelang es also einerseits, diese Aktivitäten zu kanalisieren und sie zu einem festen Bestandteil der Kulturpolitik der SED werden zu lassen.
Andererseits blieb seitdem die Form des einfachen Liedes zur Gitarre in der DDR präsent – trotz des Auftrittsverbotes für Wolf Biermann. Bis zum Ende der DDR 1989 gab es immer wieder bedeutende Liedermacher, die sich kritisch mit den realen Gegebenheiten der DDR auseinandersetzten, wie Bettina Wegner, Hans-Eckardt Wenzel und weiter Stephan Krawczyk, Kalle Winkler. Außerdem hatten sich im ganzen Land Singegruppen gebildet, die kulturell und politisch nicht ständig zu kontrollieren waren und für viele Mitglieder die Funktion hatten, ihre Meinung äußern zu können. Als ein besonderes Beispiel – als Zwischenform zum Liedertheater – gilt die 1982 aufgeführte Hammer=Rehwü als Gemeinschaftsprojekt von Karls Enkel, Wacholder und Beckert & Schulz.

## Dokumentarfilme
- Lieder machen Leute, 1968, DEFA, von Gitta Nickel
- Hammer=Rehwü, Aufnahme im Haus der Jungen Talente Berlin,1982
- Sag mir, wo du stehst, 1993, MDR, von Axel Grote und Christian Steinke[7]